# لونا ۷

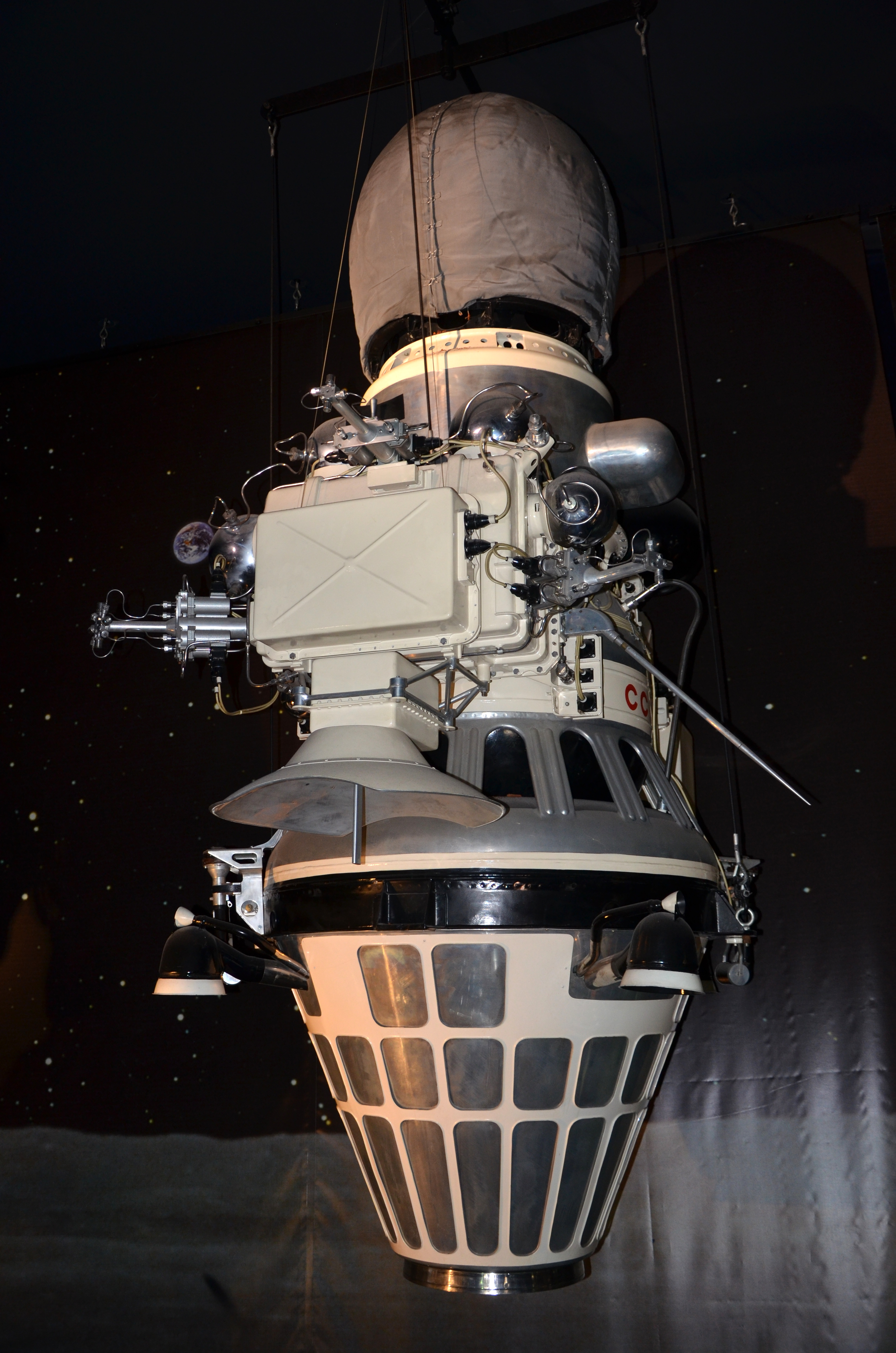
لونا فضاپیمای بدون سرنشین شوروی

لونا ۷ (به انگلیسی: Luna 7) یک فضاپیمای بدون سرنشین برنامه لونا ساخت شوروی است که لونیک ۷ (به انگلیسی: Lunik 7) هم نامیده می‌شود. این فضاپیما برای یک فرود نرم بر روی کره ماه طراحی شده بود. به دلیل قطع رتراکتس، فضاپیما به ماه اصابت کرد.